# Дюпре, Эрнест
Эрне́ст Фердина́н Пьер Луи Дюпре́ (фр. Ernest Ferdinand Pierre Louis Dupré; 1862, Марсель, Франция — 1921, Довиль, Франция) — французский невропатолог и психиатр, занимался изучением реактивных психозов и конституциональных психопатий, внес большой вклад в теорию судебной психиатрии. Является создателем терминов «мифомания», «пуэрилизм», «симптоматический менингизм», «сенестопатия». Им были описаны следующие патологии: галлюцинации воображения, симптом воздушной подушки, моторная дебильность, внутренняя зоопатия. В области конституциональной патологии Дюпре выделил мифоманическую и эмотивную конституции.

## Биография
Эрнест Дюпре родился в 1862 году в Марселе, однако большую часть жизни он провел в Париже. Его отец был преподавателем риторики в средней школе. Получив диплом врача, в течение нескольких лет Дюпре работал в области общей медицины, затем он специализировался в области психиатрии. Впоследствии он был назначен директором психиатрической больницы для душевнобольных преступников. Умер в 1921 году в Довиле.

## Научный вклад
Во время Первой мировой войны Дюпре проводил работу по созданию более совершенной службы психиатрической помощи для французских солдат. Наблюдая невротические реакции у фронтовиков, Дюпре описал синдром «эмотивного психоневроза», который впоследствии был назван в его честь «болезнь Дюпре». С точки зрения автора, этот синдром развивается под воздействием психического травматизма (например, в условиях военного времени), при условии индивидуальной предрасположенности к возникновению нервных и психических заболевания (Дюпре называл эту предрасположенность «эмотивной конституцией» индивида). Подводя итог наблюдениям своих коллег, Дюпре писал: «На самом деле, война не создает новые психические заболевания, но эта эпидемия травм, физических и душевных, индивидуальных и коллективных… усилила некоторые болезненные проявления, дала новую окраску содержимому и формам проявления болезненного бреда, активизировала психопатические состояния, которые до этого были скрытыми».
С 1905 по 1919 годы Дюпре разрабатывал теорию о связи психических заболеваний с психологической конституцией пациента. По мнению Дюпре, психические заболевания являются всего лишь крайними формами проявления доминантных особенностей в психике индивида; при этом не существует четкой границы между нормой и патологией. Дюпре подчеркивал, что психологическая конституция человека зависит не только от наследственности, но и от влияния окружающей среды, она не является неизменной и может быть скорректирована. В 1912 году в Тунисе на XXII конференции психиатров и невропатологов Дюпре представил ставший впоследствии знаменитым доклад «Бессознательные перверсии» (фр. Les perversions instinctives). В своем докладе Дюпре высказал мысль о том, что в некоторых случаях совершение преступления может быть связано с конституциональной психологической предрасположенностью преступника. В дальнейшем Дюпре создал термин «конституциональная перверсия», который впоследствии был использован в теории педопсихиатрии Жоржа Эйера (fr:Georges Heuyer).
В честь Дюпре названы:
- Мифомания Дюпре (одна из форм патологической лживости). Больной, страдающий этим расстройством, имеет склонность рассказывать о своих несуществующих приключениях и достижениях, приписывать себе титулы, награды, и т. д. При этом часто он сам не может отличить свои вымыслы от реальности. Заболевание в большинстве случаев наблюдается у пациентов истероидного типа[12]. Для обозначения личностных особенностей больных, склонных к патологической лживости и фантазированию, Дюпре ввел термин «мифоманическая конституция». Дюпре отмечал, что мифоманическая конституция является сочетанием инфантилизма и чрезмерной возбудимости воображения у пациента[13].
- Бред Дюпре-Логра (синонимы — бред воображения Дюпре, имажинативный бред, фабуляторный бред, бред представления, бред фантастический). Эта форма бредообразования возникает на основе фантазирования у больных с т. н. мифоманической конституцией личности, развитию бреда способствует также слабость интеллекта или наличие гипоманиакального состояния у пациента. При этом синдроме, как правило, не отмечается расстройств памяти, галлюцинаций и психосенсорных нарушений; напротив, больной проявляет ясность восприятия и хорошо ориентируется в окружающем мире. Бред воображения входит в структуру парафренного синдрома[14]. Бред Дюпре сочетает в себе бредоподобные идеи величия и преследования. Высказывания больного имеют фантастический характер, они могут быть полностью абсурдны. Настроение больного обычно приподнятое, часто имеют место конфабуляции[15]. Бред воображения обычно возникает остро (как бы «по вдохновению, озарению»)[13].
- Галлюцинации воображения Дюпре — связаны с представлениями и идеями, длительно вынашиваемыми в воображении пациента[16], часто они являются результатом мечтаний и фантазий при истерических расстройствах личности[17]. Галлюцинации этого типа легко возникают у детей с болезненно обостренным воображением[13].
- Сенестопатия Дюпре-Камю — крайне неприятные, но при этом неопределенные болезненные телесные ощущения, являются составной частью ипохондрического бреда[18].

- Зоопатия Дюпре-Леви, которая является разновидностью бреда одержимости. При этой патологии больной убежден, что в его теле присутствует животное (вариант: двойник или нечистая сила)[19].

- Пуэрилизм Дюпре — проявление в речи и поведении больного особенностей, свойственных детям. Является регрессией психической деятельности, наблюдается при психогенных реакциях истерического типа. Может также возникать при шизофрении, старческом слабоумии или поражениях центральной нервной системы[20].

## Основные публикации
- «Un syndrome psychopathique particulier, le puerilisme mental». C. R. Congres des Medecins alienistes et neurologistes de France, 1903; 2: 268
- Définition médico-légale de l’aliéné (leçon d’ouverture du cours de psychiatrie médico-légale) ; P., Gainche, 1904. 25ppp
- La Mythomanie. Étude psychologique et médico-légale du mensonge et de la fabulation morbides (leçon d’ouverture du cours de psychiatrie médico-légale, 2⋅10{{{1}}} année) ; P., Gainche, 1905. 68pp
- L’affaire Ullmo. Lyon, A. Rey, 1908
- L’expertise psychiatrique; règles générales de l’examen médical ; Asile Ste-Anne, Clinique des maladies mentales. 1910. 15pp
- Le langage musical : étude médico-psychologique (avec Marcel Nathan). Préface de Charles Malherbe. Paris, F. Alcan, 1911; 195p
- «Les perversions instinctives», Rapport au Congrès des aliénistes de France, Tunis, 1912
- Les déséquilibres institutionnels du système nerveux (surtitre : Clinique des maladies mentales et des affections de l’encéphale — leçon inaugurale) ; P., Baillière, 1919, 36pp
- Pathologie de l’imagination et de l'émotivité ; P., Payot, 1925, XXIII+503pp (avec notice biographique par le Pr Achalme).